# Châtillon-sur-Loire
Châtillon-sur-Loire [ʃatijɔ̃ syʁ lwaʁ] ist eine französische Stadt mit 3152 Einwohnern (Stand 1. Januar 2022) im Département Loiret in der Region Centre-Val de Loire. Sie gehört zum Arrondissement Montargis und zum Kanton Gien.

## Geografie
Die Gemeinde Châtillon-sur-Loire liegt am linken Ufer der Loire, sowie am parallel verlaufenden Schifffahrtskanal Canal latéral à la Loire (dt.: Loire-Seitenkanal). Das Gemeindegebiet befindet sich etwa in der Mitte des Städte-Dreiecks Orléans-Auxerre-Bourges, im Süden reicht ein schmaler Geländestreifen bis an die Grenze zum Département Cher. Nachbargemeinden von Châtillon sind Saint-Firmin-sur-Loire im Norden, Ousson-sur-Loire im Osten, Beaulieu-sur-Loire im Südosten, Santranges im Süden, Cernoy-en-Berry im Südwesten sowie Autry-le-Châtel im Nordwesten.

## Bevölkerungsentwicklung
| Jahr                       | 1962 | 1968 | 1975 | 1982 | 1990 | 1999 | 2006 | 2014 | 2022 |
| Einwohner                  | 2171 | 2301 | 2326 | 2491 | 2822 | 2947 | 3032 | 3153 | 3152 |
| Quellen: Cassini und INSEE |      |      |      |      |      |      |      |      |      |

## Sehenswürdigkeiten
- Gebäude der Benediktiner (12. Jahrhundert), heute im evangelischen Gotteshaus integriert
- Burgruine Château-Gaillard (12. Jahrhundert)
- Kirche Saint-Martial
- Protestantische Kirche
- Schleuse Mantelot et les Combles
- Loire-Insel Ousson
- Hängebrücke Pont de Châtillon-sur-Loire

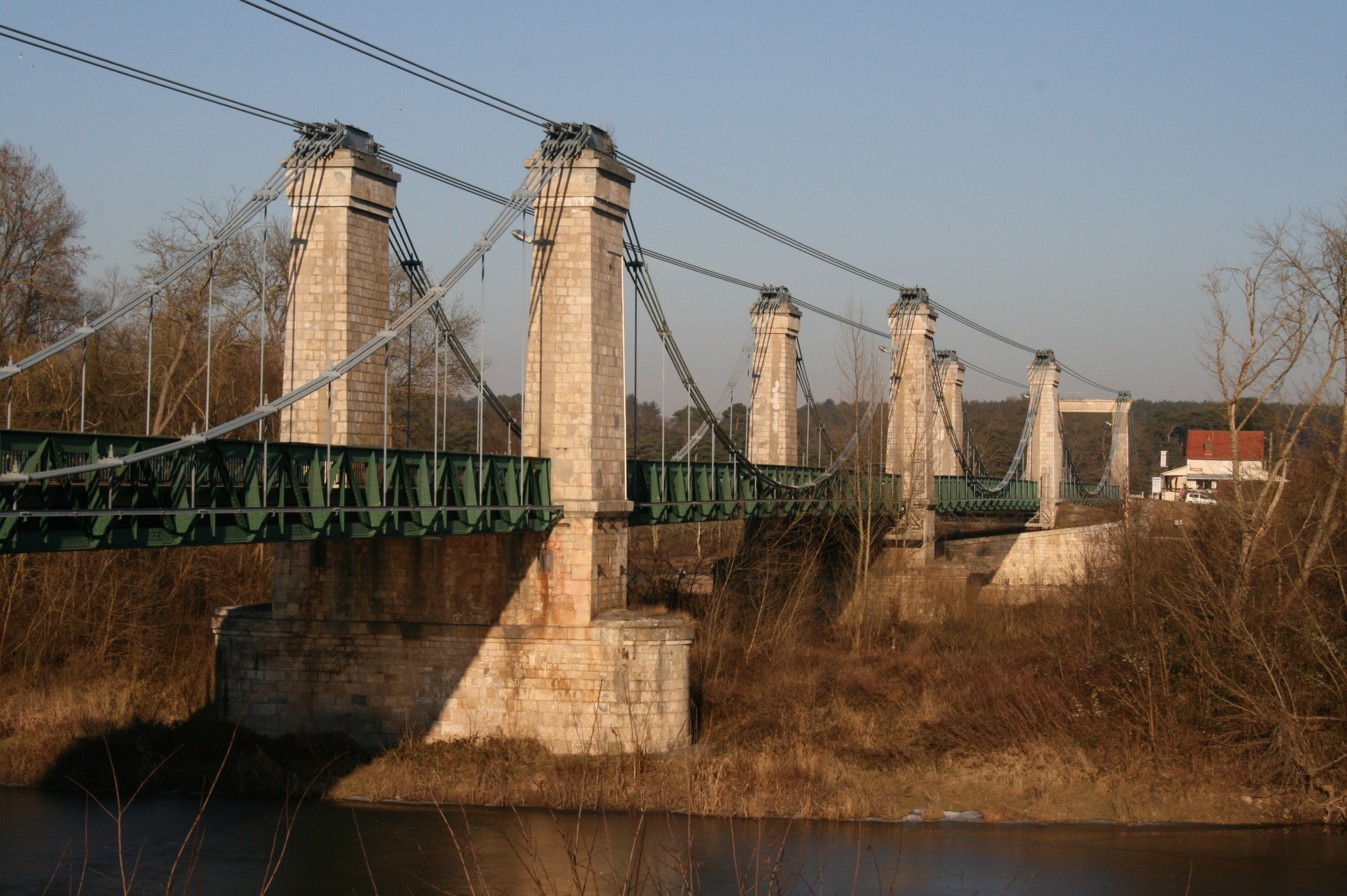
Pont de Châtillon-sur-Loire
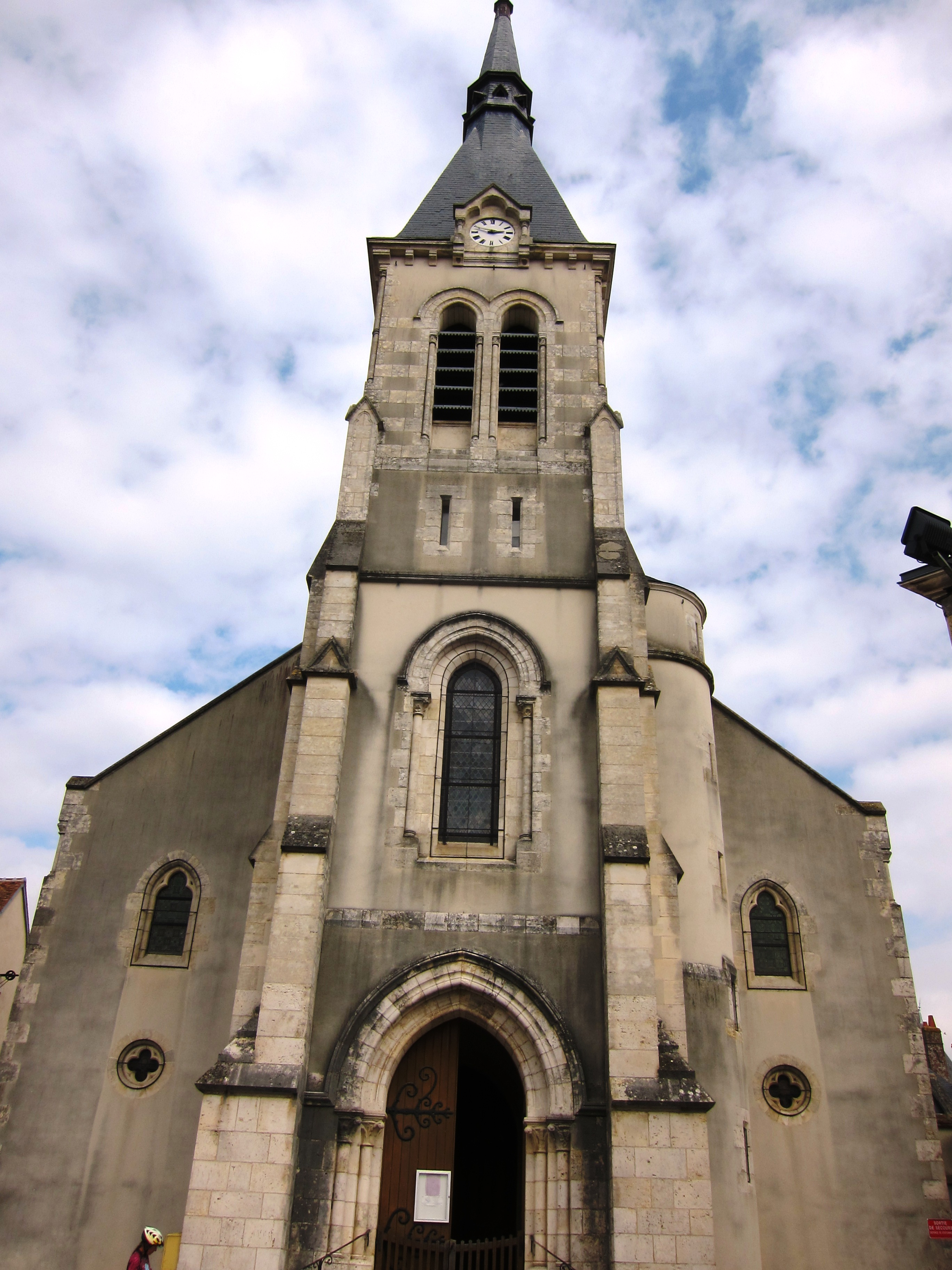
Kirche Saint-Martial
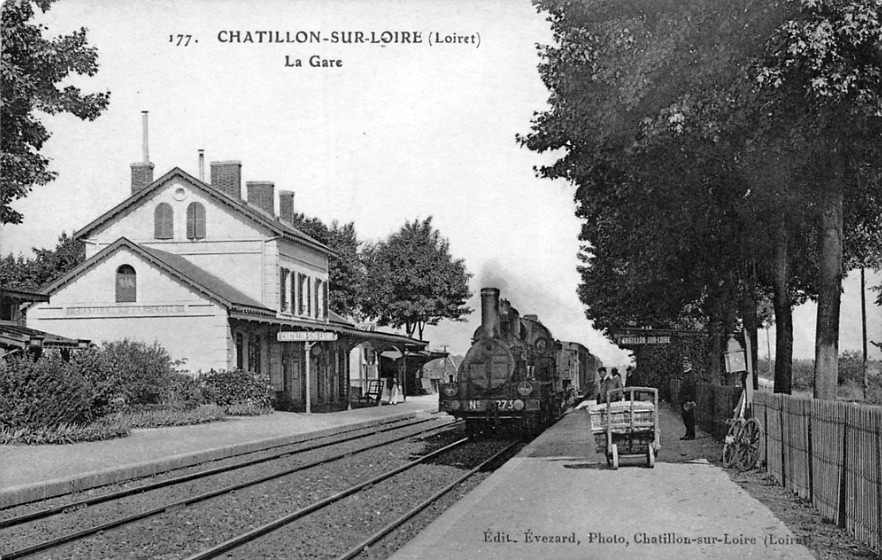
Bahnhof Chatillon-sur-Loire (um 1900)
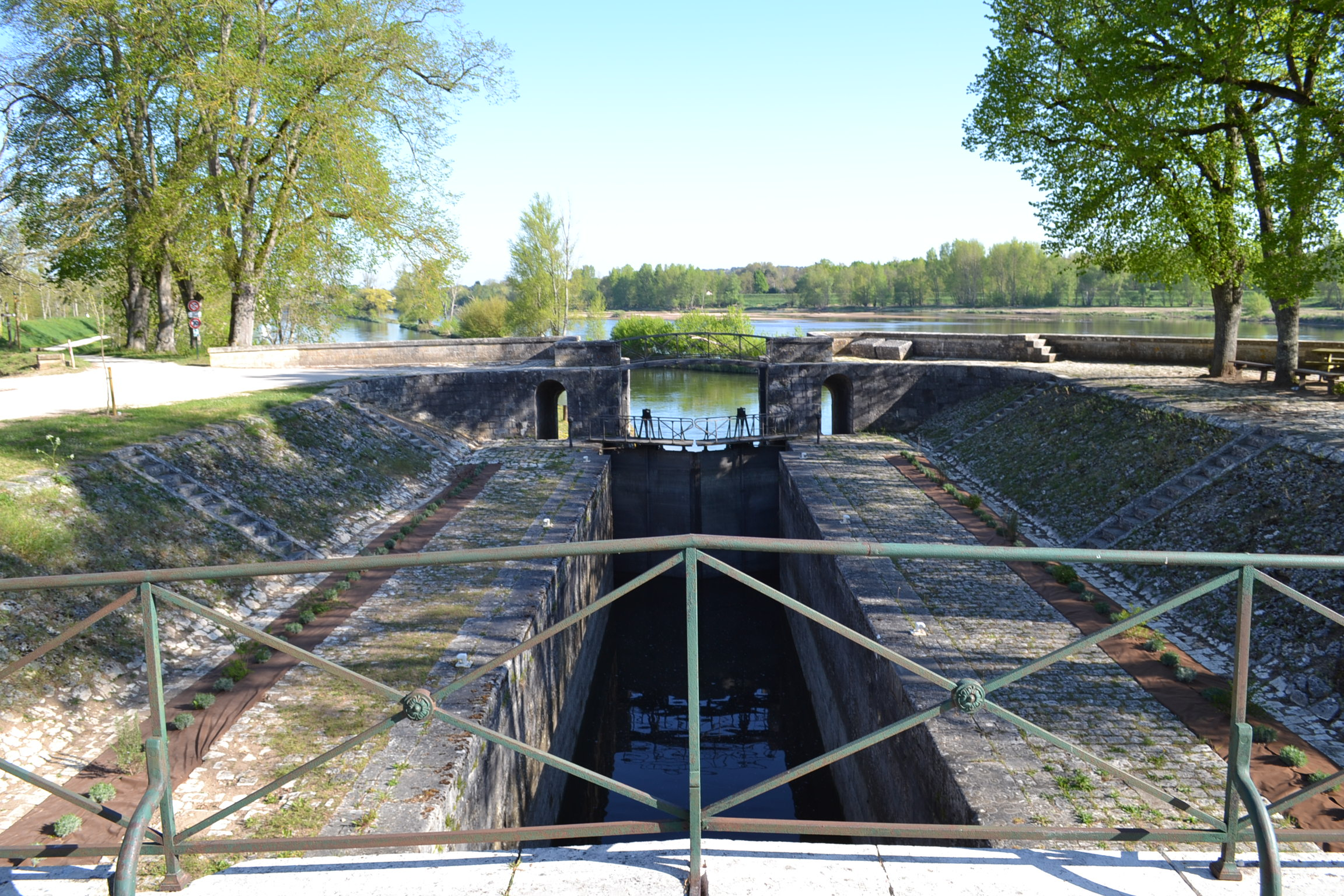
Schleuse Mantelot
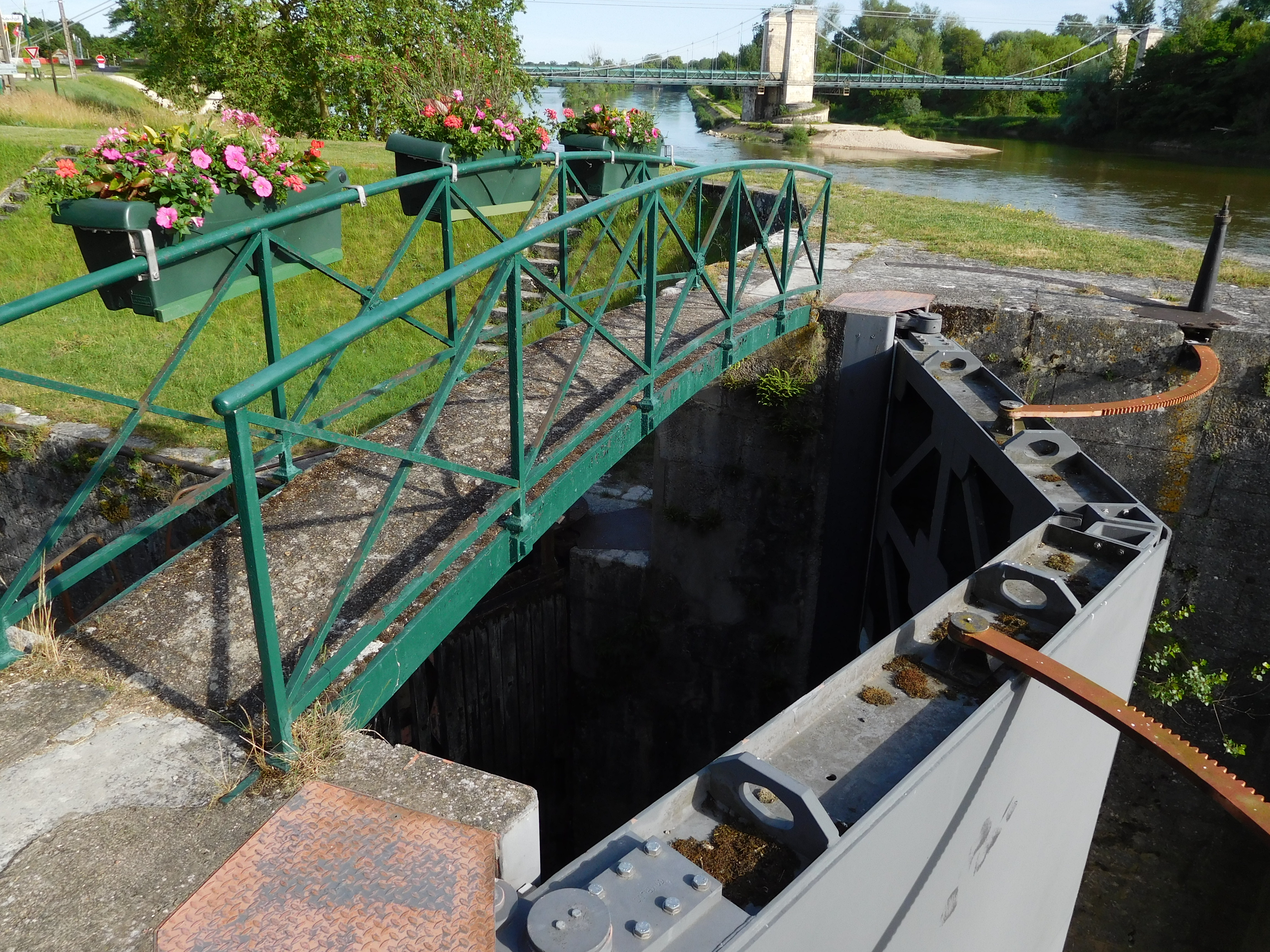
Schleuse Combles
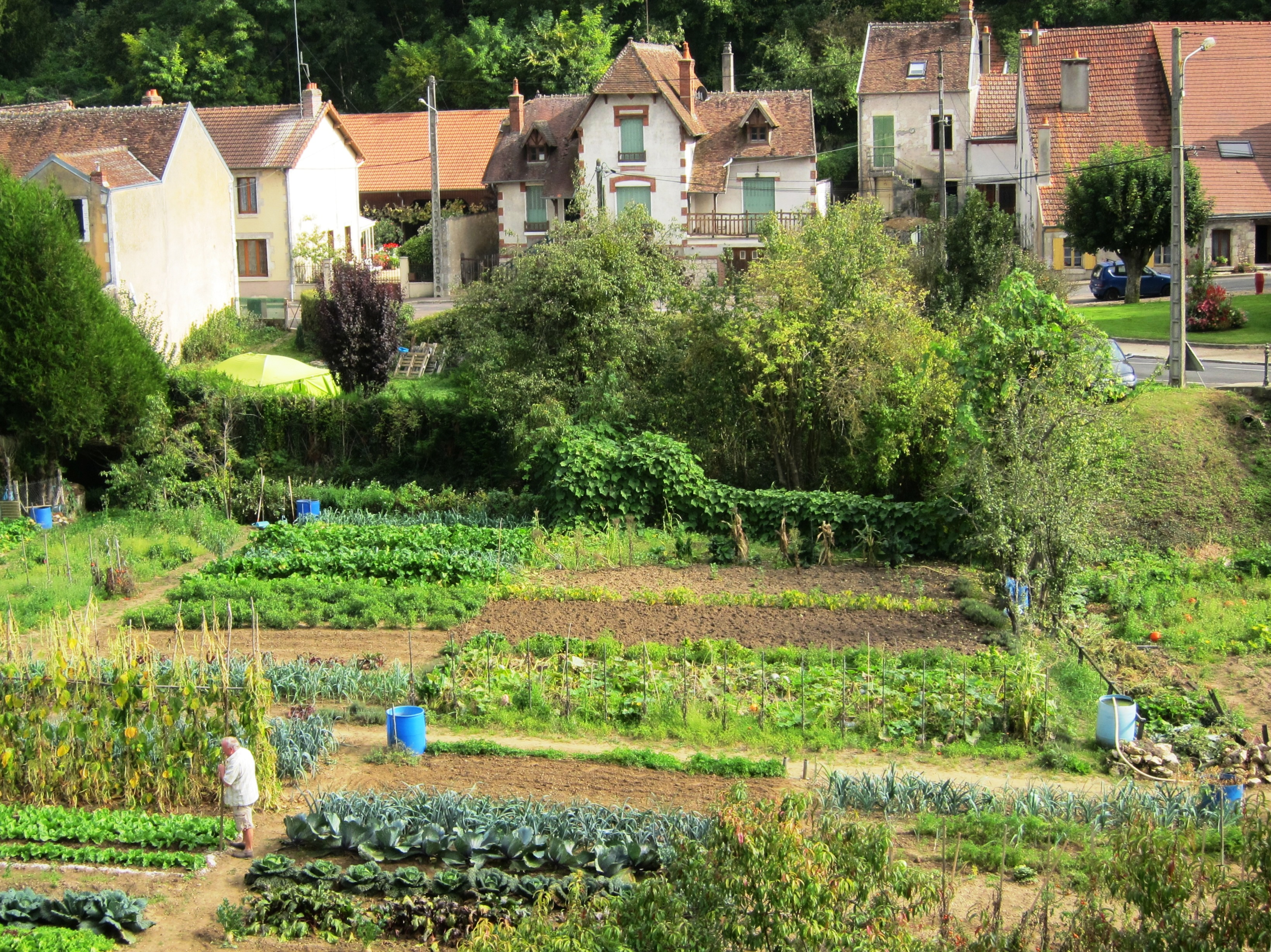
Bürgergärten

## Verkehr
Châtillon-sur-Loire hat einen Bahnhof an der Bahnstrecke Moret-Veneux-les-Sablons–Lyon-Perrache, der 1861 von der Compagnie des chemins de fer de Paris à Lyon et à la Méditerranée (PLM) eröffnet wurde. 1995 stellte die SNCF den Personenverkehr ein.
Der Ort liegt an der ehemaligen Nationalstraße N 751, die 1973 zur D 951 abgestuft wurde. Sie wird von der D 50 gekreuzt, die nordöstlich von Châtillon auf der Hängebrücke Pont de Châtillon-sur-Loire die Loire quert. Nächste Autobahn ist die A 77 mit den Anschlussstellen 20 (Briare) und 21 (Saint-Fargeau).

## Persönlichkeiten
- Charlotte-Marguerite de Montmorency (1594–1650), Ehefrau von Henri II. de Bourbon, prince de Condé und Mätresse des französischen Königs Heinrich IV., starb in Châtillon
- Antoine de Montchrétien (1576–1621), Ökonom, Gouverneur von Châtillon
- Robert Louis Stevenson (1850–1894), Schriftsteller, wurde in Châtillon gefangen gehalten
- Raoul le Boucher (1883–1907), Ringer
- André Coudrat (* 1902), geboren in Châtillon, 2011 ältester Franzose